# Franc Kos (diplomat)
Franc (Franček) Kos (ilegalno ime Melhior), slovenski umetnostni zgodovinar, etnolog in diplomat, * 7. avgust 1912, Maribor, † 29. september 1966, Ljubljana.

## Življenjepis
Franc Kos, brat slikarja Ivana Kosa, je leta 1935 diplomiral na ljubljanski filozofski fakulteti in prav tam 1941 tudi doktoriral. Od leta 1937 do 1943 je bil kustos v Etnografskem muzeju v Ljubljani. Med drugo svetovno vojno se je vključil v Založbo, ilegalno organizacijo OF in VOS v muzeju. Po vojni je postal eden od prvih, ki je deloval v slovenski diplomaciji. Leta 1945 je postal svetnik jugoslovanske ambasade v Londonu, od leta 1952 do 1955 je bil stalni član jugoslovanske delegacije pri OZN v New Yorku, od 1957 do 1958 veleposlanik v Švici in 1958 do 1962 na Japonskem; po vrnitvi je bil ambasador v zunanjem ministrstvu v Beogradu. Za delo v NOB je bil odlikovan s partizansko spomenico.

## Strokovno delo
Kos je v svojem znanstvenem delu povezoval tako umetnostno zgodovino kot etnologijo. V številnih razpravah je opozoril na pomembno mesto slovenske ljudske umetnosti v srednjeevropskem okolju. Na Japonskem je s pretanjenim estetskim čutom preučeval in zbiral sodobno umetniško keramiko in skupaj z ženo ustvaril dragoceno zbirko japonskega slikarstva 16. do 18. stoletja.